# Gerald Isaacs
Gerald William Isaacs (ur. 3 sierpnia 1927 lub 3 września 1927 w Crawfordsville w stanie Indiana) – amerykański naukowiec. Specjalizuje się w zagadnieniach z zakresu inżynierii rolniczej. Wykładowca na Wydziale Inżynierii Biologicznej i Rolniczej Uniwersytetu Florydy. Członek zagraniczny Wydziału Nauk Biologicznych i Rolniczych Polskiej Akademii Nauk od 1997 roku.
Syn Williama Paula i Verny Ethel (Johnson) Isaacs. Tytuły Bachelor of Science (1947), oraz Master of Science (1949) w dziedzinie elektrotechniki zdobył na Uniwersytecie Purdue. Doktoryzował się w 1954 roku w dziedzinie inżynierii rolniczej na Uniwersytecie Stanu Michigan. Jest członkiem Rotary International.